# هدویگ ساکسونی
هدویگ ساکسونی (آلمانی: Hadwig von Sachsen)، از دودمان اتونی و همسر هوگوی بزرگ در قرن ۱۰ میلادی بود که بعد از مرگ وی برای مدتی نایب‌السلطنه هوگو کاپه بود.